# Blair Ruble
Blair Ruble (Nova York, 1949) és historiador i politòleg. Graduat en Ciències Polítiques a la Universitat de Carolina del Nord (1971), va obtenir un Màster (1973) i un Doctorat (1977), també en Ciències Polítiques, a la Universitat de Toronto.
Ruble ha treballat pel Social Science Research Council de Nova York, així com pel National Council for Soviet and East European Research de Washington. Actualment, és Vicepresident de Programes del Woodrow Wilson Center, Director del Center’s Urban Policy Laboratory i Senior Advisor al Center’s Kennan Institute.
Entre les seves publicacions, destaquen Washington's U Street: A Biography (2010); Creating Diversity Capital: Transnational Migrants in Montreal, Washington, and Kyiv (2005); Second Metropolis: The Politics of Pragmatic Pluralism in Gilded Age Chicago, Silver Age Moscow, and Meiji Osaka (2001); Money Sings: The Politics of Urban Space in Post-Soviet Yaroslavl (1995) i Leningrad: Shaping a Soviet City (1990).